# Jules-Louis Massard
Pour les articles homonymes, voir Massard.
Jules-Louis Massard, né à Versailles le 7 juillet 1848 et mort à Paris le 17 juin 1924, est un peintre, graveur et illustrateur français.

## Biographie
Fils du couple d'artistes Léopold Massard et de Clothilde Agathe Caillat (1818-1871), le jeune Jules-Louis reçoit de ses parents ses premiers cours de peinture et de gravure. Ses deux frères, Édouard, et Horace Urbain, sont également artistes. Les Massard sont une dynastie de graveurs depuis le XVIIIe siècle.
Il prend ensuite des leçons auprès du graveur Louis-Pierre Henriquel-Dupont et du peintre Isidore Pils, puis présente ses premiers travaux au Salon de Paris en 1869, un portrait dessiné d'après un maître renaissant italien. Il expose au Salon régulièrement jusqu'en 1903. Il obtient le second grand prix de gravure en 1870 et 1891. Ses premières gravures sont exposées à partir de 1884. Il travaille alors pour la librairie Léon Conquet et la Chalcographie du Louvre. Ses gravures sont essentiellement des burins d'interprétation, mais on compte aussi des eaux-fortes. En 1888, il devient membre de la société du Salon des artistes français. Certaines éditions d'estampes sont effectués par René Pincebourde et la maison Hautecœur Frères.
Jules Massard contribue à l'illustration d'ouvrages de bibliophilie et à des albums d'estampes, dont ceux de la Société française des amis des arts fondée en 1885.

## Ouvrages illustrés
- Jules Claretie, Peintres et sculpteurs contemporains, Jouaust - Librairie des bibliophiles,  1882-1884.
- Georges  d'Heylli, Rachel  d'après  sa  correspondance, Jouaust - Librairie des bibliophiles, 1882.
- Ludovic Halévy, La Famille Cardinal, dessins d'Émile Mas, Calmann Lévy, 1883.
- Alphonse Daudet, Fromont Jeune et Risler Aîné, avec Eugène Abot, d'après les dessins d'Émile Bayard, Louis Conquet, 1885.
- Émile Ganneron, L'Amiral Courbet, frontispice, Léopold Cerf, 1885.
- Gabriel Hanotaux, Henri  Martin,  sa  vie, ses  œuvres, son  temps, frontispice, Léopold Cerf, 1885.
- Gabriel Pailhès, Du Nouveau sur Joubert, frontispice, Garnier frères, Paris, 1900.
- J.-H. Rosny, Bérénice de Judée, illustrations gravées à l'eau-forte par Louis Busière, Léonce de Joncières, Edmond-Jules Pennequin, et Thévenin, chez Romagnol, 1906 — lire sur Gallica.